# 단화예
단화예(段和譽, 1083년 ~ 1176년) 또는 단정엄(段正嚴)은 1108년부터 양위한 1147년까지 대리국의 제16대 황제이다. 제15대 황제 단정순의 아들이다.
1147년에 삭발 출가하여 광홍대사(廣弘大師)이라는 법명을 쓰게 되었고, 1176년에 사망하였다. 시호는 선인황제(宣仁皇帝), 묘호는 헌종(憲宗)이다.